# Byfjorden (Tønsberg)
59°16′15.053″N 10°23′13.798″Ø / 59.27084806°N 10.38716611°Ø
 For alternative betydninger, se Byfjorden. (Se også artikler, som begynder med Byfjorden)
Byfjorden er en fjord i Tønsberg kommune i Vestfold og Telemark fylke i Norge. Den er den inderste del af Tønsbergfjorden, som igen er en sidefjord i Oslofjorden, og går mellem Kanalen i Tønsberg, Tønsberghus og Jarlsberg travbane. Inderst i fjorden ligger Ilene vådområde og naturreservat, etableret i 1985. Ved kanalen ligger Kanalbroen, en vippebro for biltrafik åbnet 1957, og i Ollebukta er der lystbådehavn. Mellem restauranterne, mediehuset og gæstehavnen på kajen i byen og Kaldnes på Nøtterøy-sida, går Kaldnes bro, en gangbro som åbnede i 2005. På området efter Kaldnes Mekaniske Verksted, et skibsværft i drift fra 1899 til 1984, er der høje bygninger  med boliger.
- Byfjorden ca. 1947, med Tønsberg by til venstre, Kaldnes Mekaniske Verksted på Kaldnes til højre og Oslofjorden i baggrunden.
Foto: Widerøe/Vestfoldmuseene
- Byfjorden 1958, med Kanalbroen over kanalen mellem øen Nøtterøy og Tønsberg foran. Klaffebrua åbnede året før. Fylkesvei 308 går over broen. Lystbådehavnen i Ollebugten til højre. På Nøtterøysiden ligger Teie hovedgård med Tønsberg Reperbane og anlægget efter Teie ubådstation nedenfor.
Foto: Widerøe/Vestfoldmuseene
- Byfjorden 1967, med Teie og Nøtterøy til venstre, byen til højre og Sem og Indre Vestfold i baggrunden. 
Foto: Widerøe/Vestfoldmuseene
- Udsigt fra Frodeåsen mod Byfjorden. Træhusbebyggelsen nord for Slottsfjellet ses midt på billedet og den sidste rest af industri ses yderst på Kaldneset i øvre venstre billedkant.
Foto: 2008
- Kanalbroen over kanalen mellem Tønsberg og Nøtterøy, en del af Byfjorden, 2008.
- Bryggen i Tønsberg 2008 med gæstehavnen i baggrunden.
- Kaldnes Mekaniske Verksted er blevet erstattet af lejligheder med udsigt mod byen på den anden side af Byfjorden og kanalen.
- Kaldnes bro er en gangbro fra Kaldnes over Byfjorden til bryggen. Den åbnede i 2005.
- Oseberg kulturhus i Tønsberg ligger ved bryggene i Ollebugten. Byggeriet  blev åbnet i 2002.